# Апостольский нунций в Великобритании
Апостольский нунций в Соединённом Королевстве Великобритании и Северной Ирландии — дипломатический представитель Святого Престола в Великобритании. Данный дипломатический пост занимает церковно-дипломатический представитель Ватикана в ранге посла. Апостольская нунциатура в Великобритании была учреждена на постоянной основе 17 января 1982 году, после возведения в ранг Апостольской делегатуры.
В настоящее время Апостольским нунцием в Великобритании является архиепископ Мигель Маури Буэндиа, назначенный Папой Франциском 13 апреля 2023 года.

## История
В Средние века и вплоть до Английской Реформации в XVI веке, королевство Англия и королевство Шотландия были католическими королевствами и поддерживали дипломатические отношения с Папским Престолом.
В 1479 году король Эдуард IV назначил Джона Шервуда в качестве первого посла-резидента при Папском дворе. После создания Англиканской церкви Генрихом VIII, дипломатические отношения были прерваны в 1536 году. Отношения были восстановлены в 1553 году при воцарении королевы Марии Католички, которая назначил сэра Эдварда Карна своим послом при Папском дворе.
Во время правления Елизаветы I, дипломатические отношения были прерваны ещё раз, и сэр Эдвард Карн был отозван. После этого английское законодательство запрещает любые официальные отношения со Святым Престолом. Тем не менее, существовали случайные контакты между двумя странами. В 1621 году английский двор отправил Джорджа Гейджа к Папскому двору, чтобы получить разрешение на брак короля Карла I и испанской инфанты, брак, который, в конце концов, не состоялся. Тем не менее, Карл I женился на французской католической принцессе по имени Генриетта Мария, на что было получено благословение Папы Григория XV, который использовал эту возможность чтобы отправить в качестве посланника в Англию Грегорио Панцани. Панцани последовал в качестве папского посланника за шотландским францисканцем Джорджом Конном.
В 1686 году король Англии и Шотландии Яков II послал в качестве посланника при Папском дворе графа Каслмейна и принял папского посланника графа Фернандо Д’Адда. Тем не менее, отношения были прерваны ещё раз после Славной революции в 1688 году. Святой Престол признавал Джеймса Фрэнсиса Эдуарда Стюарта, как Якова VIII Шотландского и Якова III Английского вплоть до его смерти в 1766 году, но не его сына Карла Эдуарда, тонко намекая на признание царствующей Ганноверской династии. Это помогло начать реформу антикатолических уголовных законов, таких как Акт о Квебеке и Акт о Папистах 1778 года. Краткая миссия в Риме, в 1779-1780 годах, сэра Джона Кокса Хипписли не удалось, он должен был изучить возможность восстановления дипломатических отношений.
Через 250 лет, 21 ноября 1938 года, была учреждена Апостольская делегатура в Великобритании, бреве Paterna caritas папы римского Пия XI.
Апостольская делегатура была возведена в ранг Апостольской нунциатуры в Соединённом Королевстве Великобритании и Северной Ирландии 17 января 1982 года, бреве Quo amplius Папы Иоанна Павла II.

## Апостольские нунции в Великобритании

### Апостольские делегаты
- Уильям Годфри — (21 ноября 1938 — 10 ноября 1953 — назначен архиепископом Ливерпуля);
- Джеральд Патрик Алоизиус О’Хара — (8 июня 1954 — 16 июля 1963, до смерти);
- Иджино Эудженио Кардинале — (4 октября 1963 — 19 апреля 1969 — назначен апостольским нунцием в Бельгии);
- Доменико Энричи — (26 апреля 1969 — 16 июля 1973 — назначен официалом государственного секретариата Ватикана);
- Бруно Бернард Хайм — (16 июля 1973 — 22 февраля 1982 — назначен апостольским про-нунцием).

### Апостольские про-нунции
- Бруно Бернард Хайм — (22 февраля 1982 — июль 1985, в отставке);
- Луиджи Барбарито — (21 января 1986 — 13 апреля 1993 — назначен апостольским нунцием).

### Апостольские нунции
- Луиджи Барбарито — (13 апреля 1993 — 31 июля 1997, в отставке);
- Пабло Пуэнте Бусес — (31 июля 1997 — 23 октября 2004, в отставке);
- Фаустино Сайнс Муньос — (11 декабря 2004 — 5 декабря 2010, в отставке);
- Антонио Меннини — (18 декабря 2010 — 6 февраля 2017 — назначен официалом государственного секретариата Ватикана);
- Эдвард Джозеф Адамс — (8 апреля 2017 — 31 января 2020, в отставке).
- Клаудио Гуджеротти — (4 июля 2020 — 21 ноября 2022 — назначен префектом Дикастерии по делам восточных церквей;
- Мигель Маури Буэндиа — (13 апреля 2023 — по настоящее время).